# Льольо Ксироливадски
Йорги Льольо Ксироливадски (на гръцки: Γιώργος (Λιόλιος) Ξηρολειβαδίτης, Ксироливадитис, Ξερολιβαδιώτης, Ксироливадиотис, Ελίμπιος, Елимпиос) е гръцки военен и революционер, арматол от края на XVIII и началото на XIX век.

## Биография
Роден е в 1783 година във влашкото село Ксироливадо, Берско, тогава в Османската империя, днес Гърция. Още 15-годишен става клефт. Действа в Македония, Тесалия и Епир. От 1800 година се сражава с четата на Евтимиос Влахавас предимно срещу Али паша Янински. След 1807 година действа заедно с арматолите, базирани на Скиатос. Помирява се с Али паша Янински, който го прави арматол в Берско и Воденско, където сътрудничи с Анастасиос Каратасос.
При избухването на нова война между Али паша и сулиотите в 1820 година обаче, Льоло взима страната на Маркос Боцарис, за чиято сестра Депо е женен. Посреща атаките на султанските сили като управител на Киафа.
След началото на Гръцкото въстание в 1821 година, Льльо похарчва значителна част от имуществото си за нуждите на борбата. Служи заедно с командирите като Маркос и Костас Боцарис, Анастасиос Каратасос, Теодорос Колокотронис, Димитриос Ипсилантис, Кириакос Мавромихалис. Той защитава мелниците на Лерна в 1825 година, като се бие срещу Ибрахим паша, под командването на Димитриос Ипсилантис и Кириакос Мавромихалис, когото следва и в различни операции в Пелопонес. След това служи под командването на Колокотронис. В Западна Гърция си сътрудничи с Христофорос Перевос, докато под ръководството на Костас Боцарис стига до Дервени. През септември 1823 година е  на Хидра и оттам отива в Саламин с препоръки от Александрос Маврокорданос. В 1926 година в Епидавър по време на работата на Третото национално събрание (1826 – 1827) представя доклад, в който остро протестира против неприемането на „олимпийските“, тоест македонските представители.
В 1826 година си сътрудничи с Анастасиос Каратасос, ръководейки 150 войници и участва в операциите около Аталанти срещу Муста бей. В 1827 година, под ръководството на Адам Дукас, води кампания на Трикери. Построява кораб за своя сметка и участва в пиратски операции в Мала Азия срещу османците. По-късно, по време на управлението на Йоанис Каподистриас, е принуден да предаде кораба на Миаулис, без да получи компенсацията, обещана му от гръцкото правителство. В 1829 година като квинтосиарх на VII хиелития участва в охраната на Термопилския проход. В 1828 година е на Саламин, където от Порос пристига съпругата му Деспо. Финансовото състояние на семейството е много тежко и те получават финансова помощ от 300 гроша от правителството. След интронизирането на Ото през 1835 година, Льоло е назначен в Кралската фаланга, където достига чин подполковник.
Синът на Льльо с Депо Боцари Спиридон Льольос (1817 - 1884) е виден юрист. Първите години след въстанието семейството му живее на Корфу, а след това на Закинтос.
Умира в 1860 година в Месолонги. След това обаче Ксироливадитис влиза в конфликт с Али паша. Льольо Ксироливадски взима участие в Гръцката война за независимост срещу Османската империя и участва в обсадата на Сули. Семейството му се мести на Корфу, а после на Закинтос. Става капитан на част, която действа в Магнезия, със седалище в Термопилите.